# 尼斯 (加利福尼亞州)
尼斯（英語：Nice）是位於美國加利福尼亞州萊克縣的一個人口普查指定地區。

## 地理
尼斯的座標為39°07′24″N 122°50′54″W / 39.12333°N 122.84833°W，而該地最高點為海拔高度415米（即1362英尺）。

## 人口
根據2010年美國人口普查的數據，尼斯的面積為4.474平方千米，當中陸地面積為4.474平方千米，而水域面積為0.000平方千米。當地共有人口2731人，而人口密度為每平方千米610人。